# Euroderecha
La Euroderecha (en italiano: Eurodestra; en francés: Eurodroite) fue un Grupo político del Parlamento Europeo creado tras las elecciones europeas de junio de 1979. 

## Historia

### Hacia las elecciones europeas
La Euroderecha fue un proyecto político ideado por el italiano Giorgio Almirante que tomó forma en febrero de 1978. Fue una alianza de partidos de ultraderecha de distintos países europeos, notablemente el Movimiento Social Italiano, Fuerza Nueva (España) y el Partido de las Fuerzas Nuevas (Francia), en respuesta al eurocomunismo constituido por los partidos comunistas de los mismos países por iniciativa de Enrico Berlinguer. 
La Euroderecha celebró su congreso constituyente entre el 19 y el 21 de abril de 1978 en Roma. El 21 de abril, se manifestó en masa en Nápoles. Frente a la multitud, tomaron la palabra Giorgio Almirante (MSI), Blas Piñar (Fuerza Nueva) y Tixier-Vignancour (PFN). Los encuentros entre los partidos de la Euroderecha se sucedieron en los siguientes meses. Se celebró un acto en la Mutualité de París el 27 de junio, otro en la Plaza de Las Ventas de Madrid el 16 de julio y otro en el Palacio de Congresos y Exposiciones de Madrid el 18 de noviembre.
En las elecciones europeas celebradas en junio de 1979, la lista francesa de la Euroderecha, liderada por Jean-Louis Tixier-Vignancour, obtuvo el 1,33% de los votos, quedándose sin representación en el Parlamento Europeo. Por su parte, el MSI obtuvo 4 escaños (Almirante, Pino Romualdi, Petronio y Antonino Buttafuoco). Fuerza Nueva no participó en las elecciones de 1979 porque España aún no era un estado miembro. Al no poder constituir un grupo parlamentario propio, los representantes de la Euroderecha figuraron como no inscritos.

### Evolución
En las elecciones europeas de 1984, Almirante unió al MSI (5 escaños) con la Unión Política Nacional griega (un parlamentario) y, por la parte de Francia, el Frente Nacional de Jean-Marie Le Pen, (10 diputados) en un grupo de 16 eurodiputados denominado Grupo de las Derechas Europeas, que también contó con el Partido Unionista del Ulster.
Sin embargo, la unidad de los nacionalistas europeos siempre fue muy difícil de lograr dadas las diferencias de puntos de vista sobre diferentes temas y conflictos ancestrales entre ciertos pueblos (especialmente entre flamencos y valones, o entre irlandeses y británicos). 